# ثقافة تيوتشيتلان

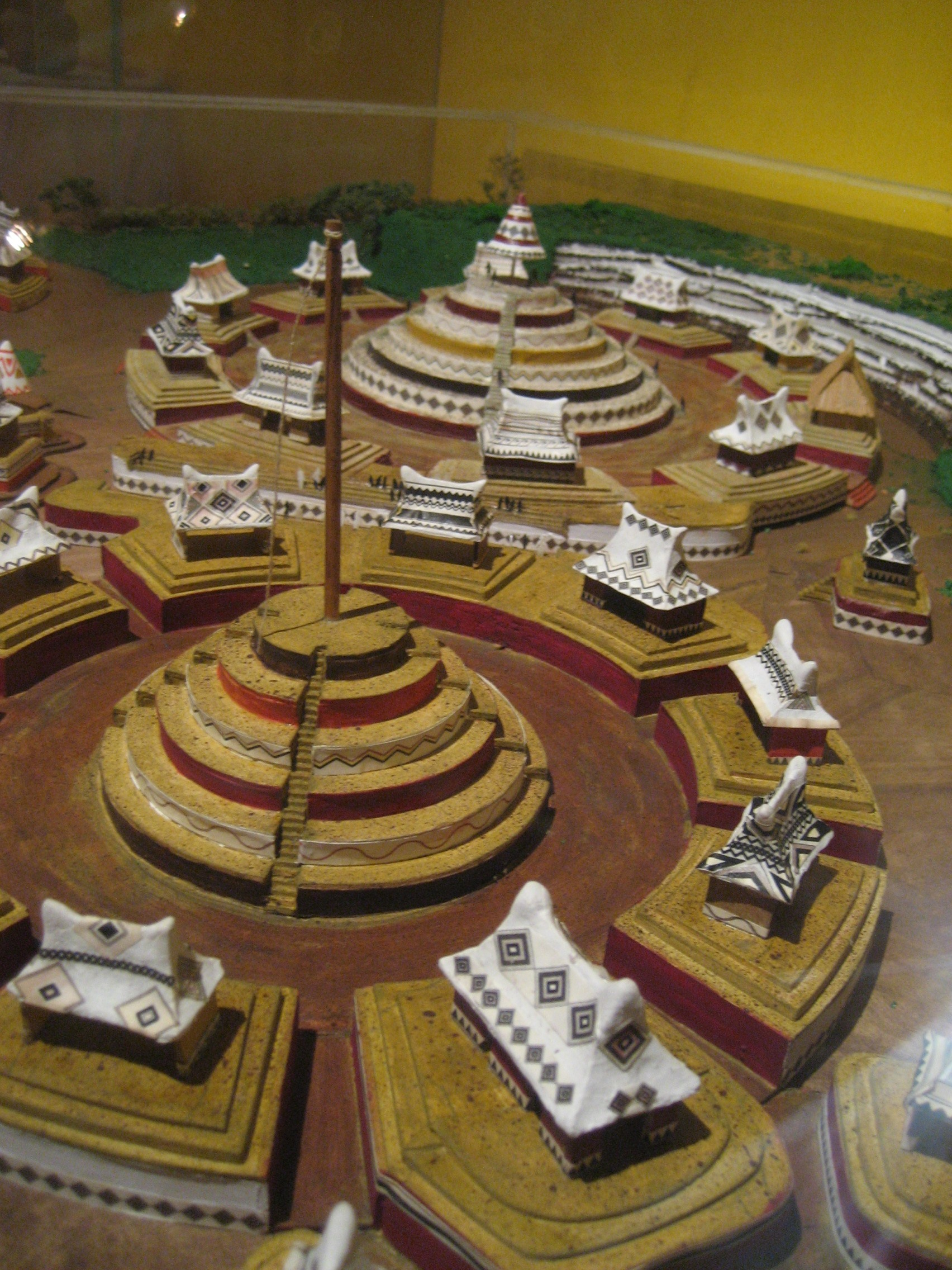

كانت ثقافة تيوتشيتلان واحدة من عدة ثقافات ذات صلة في غرب المكسيك خلال الفترة التكوينية وحتى الفترة الكلاسيكية (350 قبل الميلاد إلى 450/500 ميلادي). تعود ثقافة تيوتشيتلان إلى أودية تيكيلا في خاليسكو، وتشترك هذه الثقافات في تقليد دفن بعض من موتاهم في مدافن عمودية وفي مقابر حجرية. أثبتت الأعمال الأثرية من العقود القليلة الماضية، أن غرب المكسيك لم تشغلها ثقافة واحدة متجانسة، ويُشار إليها تاريخيًا باسم تقليد مدافن العمود، التي امتدت من ناياريت وخاليسكو وكوليما. بدلًا من ذلك، كان غرب المكسيك يتألف من ثقافات متعددة تشترك بالعديد من القواسم المشتركة المميزة.
ثقافة تيوتشيتلان هي ثقافة محددة من الناحية الأثرية، سميت على اسم مدينة تيوتشيتلان حيث يقع أكبر موقع لثقافة تيوتشيتلان، المعروف باسم لوس غواتشيمونتونس، والذي يعد واحدًا من عشرات المواقع في المنطقة، ولكنه يتميز بعدد وحجم المباني الاحتفالية. كانت ثقافة تيوتشيتلان، كما العديد من ثقافات أمريكا الوسطى، تفتقر إلى نظام الكتابة. لا يعرف علماء الآثار ما هو الاسم الذي أطلقوه على أنفسهم أو ما هي اللغة التي تحدثوا بها. يعود الاسم الجغرافي لمدينة تيوتشيتلان إلى أواخر فترة ما بعد الكلاسيكية/ الفتح، ويمكن أن ترجع أصولها إلى واحدة من عدة هجرات ناطقة بالناواتل إلى المنطقة بعد 500 ميلادي.
دفنت ثقافة تيوتشيتلان، مثلما هو الحال مع الثقافات الغربية الأخرى خلال هذه الفترة، بعضًا وليس كل موتاها في هذه الغرف، ووُضعت سلع جنائزية مثل الأواني الخزفية والأشكال الخزفية المجوفة والصلبة والمجوهرات الصدفية وأصداف المحار والجاديت والكواتز والحجر الأرضي والورق.

## لمحة تاريخية
ما يزال علماء الآثار لا يفهمون جيدًا أصول وتطور ثقافة تيوتشيتلان. لم يجري التنقيب حتى الآن عن مواقع تكوينية مبكرة أو متوسطة في اودية تيكيلا. مع ذلك، فإن الموقع التكويني المجاور لإل أوبينو، المعروف باسم ميتشواكان والموقع التكويني الأوسط البعيد إلى حد ما المعروف باسم ماسكوتا في خاليسكو، يشيران إلى استمرارية طويلة لاستخدام المدافن العمودية والغرف في غرب المكسيك. وثق فيل ويغاند العديد من التلال التكوينية الوسطى في وديان تيكيلا في السبعينيات والثمانينيات من القرن العشرين. من المفترض أن هذه التلال الكبيرة والمنخفضة تحتوي على مدافن سرقها اللصوص في الماضي. مع ذلك، لم ينشر وينغان أبدًا أكثر من بعض الخرائط والأوصاف لهذه التلال.
خلال الفترة التكوينية المتأخرة، شهدت وديان تيكيلا زيادة في الكثافة السكانية مما أدى إلى انتشار العمارة السطحية وتحت السطحية. تمثلت عمارة تحت السطح بالمقابر العمودية وعلى شكل حجرة، وهي ما كانت مألوفة أكثر لعلماء الآثار وعامة الناس. كان هذا نتيجة لتفشي نهب المقابر التي بدأت في القرن التاسع عشر واستمرت حتى سبعينات القرن نفسه، مع استمرارها بعد ذلك الوقت، لكن بدرجة أقل. ركز اللصوص على المقابر العمودية ومقابر الحجرات للاستيلاء على الأشكال الخزفية المجوفة والمصمتة الموضوعة في بعض الأحيان كقرابين جنائزية للمتوفى. بيعت مثل هذا التماثيل الخزفية في سوق الفن، لهواة الجمع وللمتاحف في المكسيك والخارج. كان الرسام دييغو ريفيرا والرسامة فريدا كاهلو من هواة جمع القطع الخزفية من غرب المكسيك على الدوام، وغالبًا ما دمجوها في أعمالهما، مثل لوحة دييغو ريفيرا التي تحمل عنوان «حضارة تاراسكان» (1950). من بين الجامعين البارزين الآخرين، فينسنت برايس الذي استخدمت مجموعته، كالوها لإعلاناتها في ستينيات القرن العشرين. يحتوي كل من متحف مقاطعة لوس أنجلوس للفنون ومتحف غيلكريس، على مجموعات غنية من غرب المكسيك.
تتمثل إحدى السمات المميزة لثقافة تيوتشيتلان في بناء واستخدام المعابد الدائرية المسماة غواشيمونتونس. تتكون هذه المباني من العديد من الميزات المعمارية: منصة دائرية قاعدية تعمل بمثابة فناء، ومنصة حلقية تسمى بانكيت مبنية على قمة منصة الفناء، وعدد زوجي من المنصات رباعية الزوايا التي أُنشئت فوق البانكيت، ومذبح متدرج يقع في وسط الفناء. تتركز مناطق غواشيمونتونس بشكل كبير في أودية تيكيلا، ولكن توجد أمثلة خارج الحدود الثقافية لثقافة تيوتشيتلان. يمكن العثور على غواشيمونتونس بالقرب من كومالا وكوليما ولاغلوريا وغواناخواتو وبولانيوس وخاليسكو.
اقترح ويغاند أن بناء الغواشيمونتونس يتبع إنشائية قبور الحجرات والمدافن العمودية. كان التحول من العمارة تحت السطحية إلى السطحية تحولًا في كيفية انتقال السلطة من الارتباط بالموتى إلى السلطة التي يحتفظ بها الأحياء. مع ذلك، لم تعد هذه الفرضية خاضعة للتدقيق.
حددت الحفريات الأثرية في موقع لوس غواتشيمونتونس تاريخ بناء أكبر غواتشيمونتون في أودية تيكيلا، الدائرة 1، بين 160 إلى 60 قبل الميلاد. يسبق بناء الدائرة الأولى القبر الضخم في إل أرينال والمقابر المتقنة في هويتزيلابا.
اقترح بيكمان في الآونة الأخيرة تفسيرًا مختلفًا للعلاقة بين الغواتشيمونتون والمدافن العمودية ومدافن الحجرات. يجادل بيكمان بأن القواعد والأعراف الثقافية حول لوس غواتشيمونتونس كانت مطبقة بشدة بين السكان مع تقاسم السلطة بشكل مساو بين أنساب النخبة الحاكمة. عندما يبتعد المرء عن لوس غواتشيمونتونس، تتمكن النخب الحاكمة التي تحكم عددًا أقل من السكان والمواقع، من ممارسة درجة أكبر من السلطة. سمح هذا للنخب بالاستثمار بشكل أكبر في بناء المقابر التي روجت لنسبهم أكثر من العمارة العامة التي تستخدمها النخب الأخرى والمجتمع.

## المميزات

### المدافن العمودية ومقابر الحجرات
استُخدمت المدافن العمودية ومقابر الحجرات عادة لأفراد الأسرة من الأقارب، وربما جزء من النسل. يعتبر علماء الآثار أن المدافن العمودية ومقابر الحجرات هي تعبير عن معتقدات أمريكا الوسطى الأوسع. قد تمثل الغرف كهوفًا اصطناعية مرتبطة بالعالم السفلي، بسبب كونها فراغًا مظلمًا مائيًا يقع تحت الأرض.:12:154, 178, 186 تعزز مرافقة أصداف المحار للمتوفي هذا الارتباط.
وثق علماء الآثار في وادي تيكيلا بعض أعمق وأغنى مقابر الحجرات والمدافن العمودية في غرب المكسيك. يفتخر موقع إل أرينال بمدفن عمودي وقبر حجرة يصل عمقه إلى 16 مترًا. اكتشف علماء الآثار الذين نقبوا في موقع هويتزيلابا مدفنًا عموديًا وقبر حجرة يتكون من غرفتين وست غرف فريدة ومئات من القطع الأثرية. تتألف السلع الجنائزية من تماثيل خزفية كاملة ومكسورة وأواني وحجر أرضي والجاديت والكوارتز ومجوهرات من الصدف وأصداف المحار وأقدم ورق أماتي في أمريكا الوسط (يعود تاريخه إلى 73 م). في حين أن علماء الآثار في كل من ناياريت وكوليما، وثقوا عددًا أكبر من المدافن العمودية ومقابر الحجرات مقارنة بخاليسكو، إلا أن أيًا منها ليس بنفس دقة تلك الموجودة في أودية تيكيلا.